# Jessica Ashwood
Jessica Ashwood (Darlinghurst, 28 de abril de 1993) é uma nadadora australiana, medalhista olímpica.

## Carreira

### Rio 2016
Ashwood competiu na natação nos Jogos Olímpicos de Verão de 2016 e conquistou a medalha de prata com o revezamento 4x200 metros livre.